# Kreisbrandmeister Felix Martin
Kreisbrandmeister Felix Martin ist eine 10-teilige Vorabendserie, die von der Studio Hamburg GmbH produziert und von Februar bis April 1982 im ZDF ausgestrahlt wurde.

## Inhalt
Felix Martin ist der titelgebende Kreisbrandmeister der Freiwilligen Feuerwehr in einem kleinen Ort in Schleswig-Holstein. Hauptberuflich ist Martin Besitzer des örtlichen Gasthofes „Zur alten Feuerwehr“, in dem er auch als Chefkoch fungiert. Die Einsätze der Feuerwehr in dieser Serie sind vielfältig, sie reichen von der Brandbekämpfung über Evakuierung von Menschen bis hin zur Verhinderung von Selbstmorden. Martins Gasthof ist der Treffpunkt seiner Feuerwehrkameraden.

## Sonstiges
Gedreht wurde die Serie in und um Bargteheide, weitere Drehorte waren unter anderem Bargfeld-Stegen. Die noch heute als Restaurant existierende Rolfshagener Kupfermühle in 22967 Tremsbüttel OT Sattenfelde diente in der Serie als  Gasthof „Zur alten Feuerwehr“. Die Einsatzfahrzeuge wurden von den umliegenden Wehren zur Verfügung gestellt. Bemängelt wurden die zum Teil unrealistische Darstellung der Feuerwehrarbeit und technische Patzer.
Die einzelnen Folgen wurden zunächst montags, ab Folge 6 dann dienstags im Vorabendprogramm ausgestrahlt. Das Fernsehlexikon beschreibt Kreisbrandmeister Felix Martin als „eine auffallend laute und actionreiche Serie mit Explosionen und Schießereien“. Die Serie ist auf DVD erhältlich. Außerdem sind einigeFolgen in voller Länge auf YouTube zugänglich.

## Episodenliste
| Folge | Erstausstrahlung | Titel                    | Gastschauspieler (Auswahl)                                                  |
| ----- | ---------------- | ------------------------ | --------------------------------------------------------------------------- |
| 1     | 22. Februar 1982 | Die Todeswolke           | Ferdinand Dux, Paul Edwin Roth, Helmut Oeser                                |
| 2     | 1. März 1982     | Die Spur zum roten Hahn  | Marianne Kehlau, Peter Ahrweiler, Gernot Kleinekemper, Frank Straass        |
| 3     | 8. März 1982     | Hochspannung             | Rudolf Beiswanger, Wilfried Blasberg, Gerhard Olschewski, Wolf von Gersum   |
| 4     | 15. März 1982    | Zeitzünder               | Edgar Bessen, Katharina Brauren, Karl-Heinz Kreienbaum, Till Demtrøder      |
| 5     | 22. März 1982    | Das Mädchen auf dem Dach | Alexander Allerson, Anita Lochner, Narziss Sokatscheff, Bertram von Boxberg |
| 6     | 29. März 1982    | Schwarzer Montag         | Gerhard Hartig, Kurd Pieritz, Hans Paetsch, Günther Jerschke                |
| 7     | 6. April 1982    | Gefährliches Spiel       | Linde Fulda, Kurt Klopsch, Olaf Motzfeldt                                   |
| 8     | 13. April 1982   | Der Feuerteufel          | Gerty Molzen, Miriam Gentner, Werner Schwuchow, Günter Glaser               |
| 9     | 20. April 1982   | Ein Routinetag           | Willy Bartelsen, Gerlinde Döberl, Manfred Reddemann                         |
| 10    | 27. April 1982   | Als Fest begann's        | Erica Schramm, Herbert Steinmetz, Claudia Schermutzki, Manfred Schermutzki  |